# Roger R. Schell
Roger R. Schell é um empresário americano.
É presidente da ÆSec, uma empresa focada em aparelhos construídos sobre plataformas endurecidas.

## Biografia
Durante vários anos, ele administrou o desenvolvimento e fornecimento de segurança para vários lançamentos de produtos de software de rede Novell, incluindo uma ICP (em inglês:  Public Key Infrastructure (PKI)) integral, uma API internacional de criptografia API e um serviço de autenticação com capacidade de SSL expostos.
Dr. Schell foi co-fundador e Vice-Presidente da Engineering of Gemini Computers, Inc., onde dirigiu o desenvolvimento do processador de rede comercial Gemini Classe A1. Ele foi, também, o diretor fundador Adjunto da atual Agência de Segurança Nacional (em inglês:  National Security Agency (NSA)). Anteriormente, foi professor associado de Ciência da Computação da Escola de Pós-Graduação Naval (em inglês:  Naval Postgraduate School).
Dr. Schell recebeu o título de Ph.D. em Ciência da Computação do Instituto de Tecnologia de Massachusetts (em inglês, Massachusetts Institute of Technology (MIT), um M.S.E.E. da Universidade do Estado de Washington (em inglês:  [Washington State University (WAZZU)), e um B.S.E.E. da Universidade do Estado de Montana (em inglês:  Montana State University–Bozeman (MSU)). Ele criou  diversos projetos de segurança e técnicas de avaliação e detém patentes em criptografia e autenticação. Tem sido referido como o "pai" da Trusted Computer System Evaluation Criteria (o "Orange Book"). Dr. Schell foi reconhecido nos Estados Unidos com o Prêmio Nacional de Segurança em Sistemas da Computação pelo NIST e NSA.